# Lễ hội rước Đất, rước Nước
Lễ hội rước Đất, rước Nước là một lễ hội của đồng bào dân tộc Tày, diễn ra vào từ ngày 11 đến hết ngày 16 tháng Giêng âm lịch, để cầu xin Mẹ Đất, Mẹ Nước phù hộ cho đất luôn màu mỡ, cầu cho nguồn nước không bao giờ cạn, giúp dân bản có cuộc sống no đủ quanh năm.

## Phần lễ
Từ sáng sớm, dân làng đã cử một đoàn người gồm: thầy cúng, đội trống, chiêng, khèn và các cô, các chị (là những người chăm chỉ làm ăn, có cuộc sống gia đình yên bình khỏe mạnh) đi lên ngọn núi-nơi có nguồn nước trong nhất bản - rước hồn Đất, hồn Nước về dự hội.
Đi đầu đoàn rước là thầy cúng. Thầy là người giữ vai trò làm sứ giả để giao tiếp với các vị thần linh. Trong tay thầy cầm cây nêu - biểu tượng của sự sinh sôi, nảy nở - rước đến địa điểm diễn ra lễ hội. Tiếp theo là kiệu rước Nước và các mâm lễ. Nước được đựng trong hai ống bương to, tượng trưng cho ống bố, ống mẹ. Tiếp đến là kiệu rước Đất - hồn mẹ Đất được lấy từ trên đỉnh núi cao thiêng liêng. Sau đó là đến các mâm lễ để dâng các vị thần linh. Lễ vật gồm một mâm quả còn, bên trong các quả còn đựng các loại hạt giống, các mâm xôi ngũ sắc, gà luộc, hoa quả... đều là những sản vật tinh túy của mùa màng – thành quả sản xuất của dân bản trong năm. Đội chiêng trống đi hai bên thầy cúng nổi chiêng trống để thầy giao linh với các vị thần.
Tiếp đó, thầy cúng phun nước làm phép để xua các điều xấu, xua quỷ dữ không cho về quấy phá dân bản. Rồi thầy tung lộc (ngô, lúa) của thần linh cho dân bản, những người dự hội ai cũng cố gắng nhận cho được vài hạt thóc, hạt ngô đem về nhà làm khước may mắn để nhà mình vụ sau ngô sai hạt, lúa sai bông.

## Phần hội
Mọi người bước vào phần hội với những màn xòe điệu nghệ của các cô gái, chàng trai. Khi các màn xòe kết thúc là các trò chơi dân gian như:
- Kéo co
- Đẩy gậy
- Chọi gà
- Chọi trâu (bằng bắp bi chuối và măng)
- Ném còn...